# Anthurium striatum
Anthurium striatum är en kallaväxtart som beskrevs av Karl Heinrich Koch och Louis Mathieu. Anthurium striatum ingår i släktet Anthurium och familjen kallaväxter. Inga underarter finns listade.